# Relaciones Dinamarca-Venezuela
Las relaciones Dinamarca-Venezuela son las relaciones internacionales entre Dinamarca y Venezuela. Dinamarca está representada en Venezuela a través de su embajada en Brasilia, Brasil. Venezuela tiene una embajada en Copenhague. Dinamarca también tiene consulado general en Caracas. En 1878, las relaciones entre Dinamarca y Venezuela fueron descritas como "amistosas".

## Historia
El 26 de marzo de 1838, Dinamarca y Venezuela acordaron firmar un Tratado de Amistad, Comercio y Navegación. El 18 de julio de 1858, Dinamarca y Venezuela firmaron un tratado especial sobre aduanas. En 1863 se firmó en Caracas un tratado de amistad, comercio y navegación entre Dinamarca y Venezuela, el tratado fue calificado como el más liberal de Venezuela.
En 1902, hubo declaraciones incorrectas en la prensa, que Dinamarca ha reclamado a Venezuela desde 1837. Durante la Crisis de Venezuela de 1902-1903, el embajador americano en Venezuela Herbert W. Bowen transfirió la defensa de Venezuela a los aliados de Venezuela incluyendo a Dinamarca.
Durante el período de 1938 a 1948, decenas de familias danesas emigraron a Venezuela. El 5 de junio de 1938, 187 daneses navegaron hacia Venezuela.

## Relaciones comerciales
En 1831 a 1832, el comercio total entre Dinamarca y Venezuela ascendió a 7.876.000 francos. En 1841 a 1842, el comercio alcanzó un máximo de 1.700.000 millones de francos. El comercio se llevó a cabo casi a través de la colonia danesa de Santo Tomás, Islas Vírgenes de los Estados Unidos.
En 2007, las exportaciones danesas a Venezuela ascendieron a 347 millones de DKK, mientras que las importaciones de Venezuela ascendieron a 163 millones de DKK. De enero a septiembre de 2008, las exportaciones danesas a Venezuela ascendieron a 304 millones de DKK, mientras que las importaciones de Venezuela ascendieron a 196 millones de DKK.

## Visitas de Estado
El presidente venezolano Hugo Chávez visitó Dinamarca en diciembre de 2009 para la Conferencia de las Naciones Unidas sobre el Cambio Climático.